# Ermita de Nuestra Señora de la Rosa
La ermita de Nuestra Señora de la Rosa o de la Virgen de la Rosa es una ermita de la localidad turolense de Rillo (España), de la segunda mitad del siglo XVIII.
Se trata de un edificio de mampostería y sillería. Su portada es de tipo serliana, con frotón. Tiene planta de cruz latina, con una sola nave de tres tramos. Cuenta con una bóveda de medio cañón con lunetos y una cúpula con pechinas. La decoración interior es de relieves de estuco con los doctores de la iglesia.
La ermita se sitúa en un altozano a las afueras de la localidad que sirve de mirador, y cerca se encuentra el yacimiento arqueológico de un poblado ibérico.